# Campionato di Formula Regional Oceania
Il Campionato di Formula Regional Oceania (precedentemente noto come Toyota Racing Series) è una competizione automobilistica destinata alle monoposto a ruote scoperte che si svolge in Nuova Zelanda. La serie include gare valide per i più importanti trofei motoristici che vengono assegnati nel Paese, come la New Zealand Motor Cup e il Denny Hulme Memorial Trophy. Con queste vetture viene anche disputato il Gran Premio della Nuova Zelanda, con il Gran Premio di Macao sono le uniche gare al di fuori della Formula 1, alle quali la FIA consente di aggiungere l'appellativo di Gran Premio.

## Storia
La serie è stata fondata dalla associazione Motorsport New Zealand. nel 2005 con lo scopo quello di aiutare la crescita dei giovani piloti neozelandesi, in precedenza, molti piloti neozelandesi dovevano lasciare il paese per iniziare la carriera nel mondo dei motori. Nel corso degli anni diversi piloti partiti da questo campionato sono arrivati in Formula 1, come il neozelandese Brendon Hartley, il russo Daniil Kvjat e il canadese Lance Stroll.
Nel 2008 è diventata la prima categoria 'verde' al mondo. I combustibili per tutte le vetture della serie sono alimentate da un biocarburante E85, miscela che ha l'85% di etanolo a base di siero di latte, cioè un sottoprodotto di una industria lattiero-casearia. Il Gran Premio della Nuova Zelanda 2008 è stato il primo gran premio nella storia dell'automobilismo a usare biocarburante.
La breve serie estiva (cinque week-end in cinque settimane, tutti tra gennaio e febbraio) organizzata durante l'estate dell'emisfero australe ha reso la serie attraente per i piloti dell'emisfero boreale visto che la serie si svolge durante l'off-season delle altre categorie. La stagione 2015 ha visto il pilota canadese Lance Stroll vincere il campionato e la partecipazione attiva alla serie di piloti provenienti sia dall'Europa che dall'America in quanto viene permesso loro di continuare a gareggiare senza che ci sia un accavallamento tra i campionati.
Nel 2021 a causa Pandemia di COVID-19 e delle restrizioni per entrare in Nuova Zelanda i piloti con nazionalista straniera non sono riusciti a partecipare al campionato. La stagione 2021 è stata anche la prima dove i piloti non corrono divisi in team, ma tutti sotto uno striscione, quello di Toyota Racing, per questo non è stato assegnato il titolo per team ma solo quello piloti. Anche la stagione 2022 è condizionata dalle restrizioni per la Pandemia di COVID-19, in un primo momento si doveva solo svolgere la solo la 67ª edizione del Gran Premio della Nuova Zelanda, in programma ad Hampton Downs nel fine settimana del 11-13 febbraio con ammessi solo piloti neozelandesi, ma anche l'unica gara è stata cancellata.
Nel 2023 il campionato vuole ritornare in grande stile aprendo le porte anche ai piloti stranieri, inoltre avviene una rivoluzione diventando un campionato Regional, cambiando il nome in Campionato di Formula Regional Oceania.

## Circuiti
Nel 2021 si è disputata la diciassettesima edizione, a causa della Pandemia di COVID-19 si è corso solo su due circuiti con un dei layout diversi:
- Hampton Downs Motorsport Park (cinque gare disputate sul circuito)
- Manfeild Circuit Chris Amon (Quattro gare disputate sul circuito)

## Le vetture

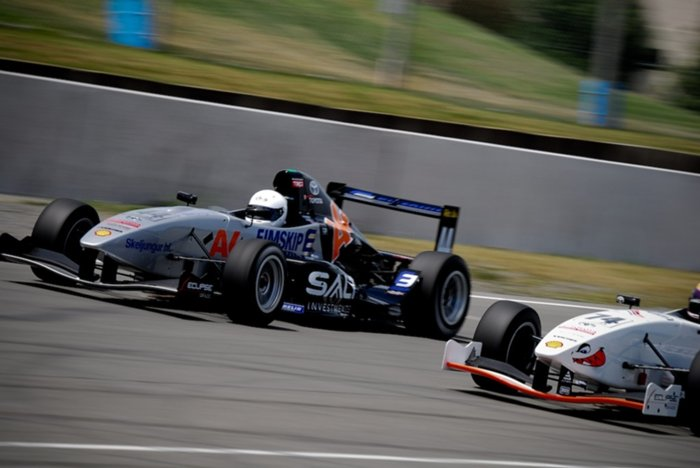
Una vettura Formula Toyota

La Toyota Racing Series utilizza vetture Toyota, costruite dalla casa italiana Tatuus, modello TT104ZZ con versioni modificate del motore da 1.8L Toyota, quattro cilindri di normale produzione, che può erogare 200 CV; il cambio è a sei rapporti con trasmissione sequenziale Sadev e differenziale a slittamento limitato.
Il telaio è un monoscocca in fibra di carbonio costruito seguendo le specifiche FIA per la F3. Le vetture utilizzano pneumatici Michelin S308 (20x54x13 anteriore, posteriore 24x57x13) e pesano circa 480 kg.

### Sistema di Punteggio
Gara (con qualifica)
| Posizione | 1º | 2º | 3º | 4º | 5º | 6º | 7º | 8º | 9º | 10º | 11º | 12º | 13º | 14º | 15º | 16º | 17º | 18º | 19º | 20º |
| Punti     | 35 | 31 | 27 | 24 | 22 | 20 | 18 | 16 | 14 | 12  | 10  | 9   | 8   | 7   | 6   | 5   | 4   | 3   | 2   | 1   |

Gare con la griglia invertita
| Posizione | 1º | 2º | 3º | 4º | 5º | 6º | 7º | 8º | 9º | 10º | 11º | 12º | 13º | 14º | 15º |
| Punti     | 20 | 18 | 16 | 14 | 12 | 10 | 9  | 8  | 7  | 6   | 5   | 4   | 3   | 2   | 1   |

## Albo d'oro
| Stagione | Campione                              | Team campione                         |
| -------- | ------------------------------------- | ------------------------------------- |
| 2005     | Brent Collins                         | Brent Collins Motorsport              |
| 2005–06  | Daniel Gaunt                          | International Motorsport              |
| 2006–07  | Daniel Gaunt                          | International Motorsport              |
| 2007–08  | Andy Knight                           | Knight Motorsport                     |
| 2008–09  | Mitch Cunningham                      | Giles Motorsport                      |
| 2010     | Mitch Evans                           | Giles Motorsport                      |
| 2011     | Mitch Evans                           | Giles Motorsport                      |
| 2012     | Nick Cassidy                          | Giles Motorsport                      |
| 2013     | Nick Cassidy                          | M2 Competition                        |
| 2014     | Andrew Tang                           | Neale Motorsport                      |
| 2015     | Lance Stroll                          | M2 Competition                        |
| 2016     | Lando Norris                          | M2 Competition                        |
| 2017     | Thomas Randle                         | Victory Motor Racing                  |
| 2018     | Robert Švarcman                       | M2 Competition                        |
| 2019     | Liam Lawson                           | M2 Competition                        |
| 2020     | Igor Fraga                            | M2 Competition                        |
| 2021     | Matthew Payne                         | Non assegnato                         |
| 2022     | Cancellata causa Pandemia di COVID-19 | Cancellata causa Pandemia di COVID-19 |
| 2023     | Charlie Wurz                          | M2 Competition                        |
| 2024     | Roman Bilinski                        | M2 Competition                        |
| 2025     | Arvid Lindblad                        | M2 Competition                        |